# U-Bahnhof Bramfeld
Der U-Bahnhof Bramfeld (Haltestellenkürzel BD) ist ein im Bau befindlicher  Bahnhof der Hamburger U-Bahn Linie 5. Der Bahnhof ist die östliche Endhaltestelle, befindet sich im ersten Bauabschnitt und wird sich unterhalb der Straße Bramfelder Dorfplatz befinden. Geplant sind 125 m lange Seitenbahnsteige.

## Anlage
Östlich der Bahnsteige als Verlängerung der Bahnstrecke, die aus Westen von Steilshoop kommt, wird es eine Kehranlage sowie Abstellgleise mit einem weiteren Notausgang geben. In Richtung Steilshoop werden zwei weitere Notausgänge errichtet. Der Bahnhof wird behindertengerecht errichtet.

## Bauphase
Baustart war im Jahr 2024. Es wird jeweils nur eine Hälfte der Station zur Zeit gebaut, um während der gesamten Bauphase den Verkehr um die Baustellen leiten zu können.